# Rezerwat przyrody Wysokie Skałki
Rezerwat przyrody Wysokie Skałki – krajobrazowy rezerwat przyrody na terenie województwa małopolskiego, w gminie Szczawnica, położony na najwyższym szczycie Pienin – Wysokiej (1050 m n.p.m.). Znajduje się na obszarze Małych Pienin, na granicy ze Słowacją, na wysokości 900–1050 m n.p.m. Leży na gruntach Skarbu Państwa w zarządzie Nadleśnictwa Krościenko (leśnictwo Małe Pieniny). Został utworzony w 1961 roku na powierzchni 10,91 ha, później powiększono go do 13,87 ha.
Ochronie podlega tu jedyny zachowany w Pieninach fragment górnoreglowego naturalnego lasu świerkowego. W latach 1947–1957 podczas zagospodarowywania opuszczonych przez Łemków terenów Pienin, został silnie przetrzebiony, jednak po kilkudziesięciu latach odtworzył się. W runie leśnym i na niewielkich niezalesionych miejscach występują m.in. takie rzadkie rośliny, jak: lilia złotogłów, powojnik alpejski, tojad dzióbaty, wawrzynek wilczełyko, jaskier platanolistny, modrzyk górski. Bogata jest też fauna ptaków; gniazdują tu m.in. puchacz, myszołów zwyczajny i orlik krzykliwy.
Rezerwat ma też duże walory krajobrazowe. Z nagiego wierzchołka rozciągają się imponujące widoki na: Pasmo Radziejowej, Babią Górę, Tatry i Pieniny. Od wschodniej strony wierzchołka Wysokiej urwiste wapienne skały o wysokości 5–20 m.
Rezerwat leży w granicach Południowomałopolskiego Obszaru Chronionego Krajobrazu, który stanowi w tym miejscu otulinę Popradzkiego Parku Krajobrazowego. Ponadto jest położony na terenie obszaru siedliskowego sieci Natura 2000 „Małe Pieniny” PLH120025.
Według obowiązującego planu ochrony ustanowionego w 2016 roku, obszar rezerwatu objęty jest ochroną czynną.
Szlaki turystyki pieszej
 – zielony z Jaworek przez Wąwóz Homole i Polanę pod Wysoką,
 – niebieski biegnący grzbietem Małych Pienin ze Szczawnicy przez Szafranówke, Durbaszkę, Wysoką, Wierchliczkę, przełęcz Rozdziela, rezerwat przyrody Białą Wodę do Jaworek.